# Ryan Merriman
Ryan Earl Merriman (Choctaw, Oklahoma, 10 de abril de 1983) é um ator norte-americano. Iniciou sua carreira ainda criança em meados da década de 1990, fazendo vários papéis em filmes e na televisão, incluindo diversos filmes feitos na Disney Channel e em Hollywood.

## Início
Merriman nasceu em Choctaw, Oklahoma, filho de Earl e Nonalyn Merriman. Ele tem uma irmã, Monica. Novo, ele começou a atuar em comerciais, performances vocais, e do teatro local (Stage Struck Studios) em Oklahoma.

## Carreira
O primeiro papel importante de Merriman foi na série de televisão The Mommies, que ficou no ar entre 1993 a 1995. Durante meados dos anos 1990, ele apareceu em alguns episódios de The Pretender como uma versão mais jovem do personagem título. Merriman também estrelou em vários telefilmes, incluindo Night Ride Home, como o jovem Meyer Lansky em Lansky, Smart House, Rocket's Red Glare e outros.
Em 1999, ele apareceu no filme The Deep End of the Ocean, interpretando o filho perdido de Beth Cappadora (Michelle Pfeiffer), posteriormente atuou como o personagem principal, um menino judeu do Bronx, no filme Just Looking. Em 2002, ele interpretou o personagem Adam Eddington em mais um filme original do Disney Channel, A Ring of Endless Light baseado no romance de Madeleine L'Engle. Nos anos seguintes, Merriman participou de algumas séries de televisão como Taken (2002), Veritas: The Quest (2003) e Smallville (2004).
Durante sua carreira, Merriman tem também alguns papéis em filmes de terror como Halloween: Resurrection (2002), The Ring Two (2005) e Final Destination 3 (2006). Ele é uma das estrelas de Home of the Giants, um drama do ensino médio co-estrelado por Haley Joel Osment e Danielle Panabaker. Ele apareceu em Comanche Moon, em janeiro de 2008. Ele também desempenhou o papel principal de Henry Dunn na apresentação do episódio piloto da série Harper's Island, mas foi substituído por Christopher Gorham.
Dwight H. Little, Merriman queria interpretar Jin Kazama no filme Tekken, mas Merriman perdeu o papel que foi parar com Jon Foo. Ele no entanto, participou do telefilme Elevator Girl como o protagonista masculino Jonathan, o jovem advogado de sucesso que se apaixona por uma mulher de espírito livre que está muito abaixo do seu nível salarial. Em 2011, ele estrelou em The 5th Quarter, um filme sobre a época de futebol de 2006, surpreendendo Wake Forest Demon Deacons football, com a equipe da estrela de Jon Abbate.

## Vida pessoal
Desde o início de 2013, Merriman está noivo de Kristen McMullen.

## Filmografia

### Cinema
| Ano  | Título                         | Papel                               | Notas   |
| ---- | ------------------------------ | ----------------------------------- | ------- |
| 1997 | What's Right with America      |                                     | Para TV |
| 1998 | Everything That Rises          | Nathan Clay                         | Para TV |
| 1999 | Night Ride Home                | Justin                              | Para TV |
| 1999 | Lansky                         | Meyer Lansky (12 e 14 anos)         | Para TV |
| 1999 | The Deep End of the Ocean      | Sam Karras / Ben Cappadora (aos 12) |         |
| 1999 | Smart House                    | Ben Cooper                          | Para TV |
| 1999 | Just Looking                   | Lenny Levine                        |         |
| 2000 | Rocket's Red Glare             | Todd Baker                          | Para TV |
| 2001 | The Luck of the Irish          | Kyle Johnson                        | Para TV |
| 2001 | Dangerous Child                | Jack Cambridge                      | Para TV |
| 2002 | Halloween: Resurrection        | Myles Barton                        |         |
| 2002 | A Ring of Endless Light        | Adam Eddington                      | Para TV |
| 2003 | Spin                           | Eddie Haley                         |         |
| 2005 | The Colt                       | Jim Rabb                            | Para TV |
| 2005 | Rings                          | Jake                                | Curta   |
| 2005 | The Ring Two                   | Jake                                |         |
| 2006 | Final Destination 3            | Kevin Fischer                       |         |
| 2007 | Home of the Giants             | Matt Morrison                       |         |
| 2008 | Backwoods                      | Adam                                | Para TV |
| 2009 | Wild Cherry                    | Stanford Prescott                   |         |
| 2010 | Elevator Girl                  | Jonathan MacIntyre                  | Para TV |
| 2010 | The 5th Quarter                | Jon Abbate                          |         |
| 2011 | Tomorrow's End                 | Vince                               |         |
| 2011 | My Hometown                    | Rich Dickson                        |         |
| 2011 | Shooting for Tomorrow          | Vince Vaughn                        | Curta   |
| 2011 | Shooting for Something Else    | Vince                               | Curta   |
| 2012 | Cheesecake Casserole           | Andy                                |         |
| 2012 | Attack of the 50ft Cheerleader | Kyle                                |         |
| 2013 | Dose of Reality                | Matt                                |         |
| 2013 | 42                             | Dixie Walker                        |         |

### Televisão
| Ano  | Título              | Papel                  | Notas                                 |
| ---- | ------------------- | ---------------------- | ------------------------------------- |
| 1993 | The Mommies         | Blake Kellogg          | 30 episódios (1993-1995)              |
| 1995 | The Client          | Jeff Dietrich          | Episódio: "The Way Things Never Were" |
| 1996 | The Pretender       | Jarod (jovem) / Gemini | 50 episódios (1996-2000)              |
| 2001 | Touched by an Angel | Jason Harris           | Episódio: "Visions of Thy Father"     |
| 2002 | Taken               | Sam Crawford (adulto)  | Episódio: "Acid Tests"                |
| 2003 | Veritas: The Quest  | Nikko Zond             | 13 episódios (2003-2004)              |
| 2004 | Smallville          | Jason Dante            | Episódio: "Velocity"                  |
| 2008 | Comanche Moon       | Jake Spoon             | 3 episódios                           |
| 2010 | Pretty Little Liars | Ian Thomas             | 15 episódios (2010-2012)              |
| 2012 | Hawaii Five-0       | Dennis Mack            | Episódio: "I Helu Pu"                 |